# Gouania stipularis
Gouania stipularis är en brakvedsväxtart som beskrevs av José Mariano Mociño, Amp; Sesse och Dc.. Gouania stipularis ingår i släktet Gouania och familjen brakvedsväxter. Inga underarter finns listade i Catalogue of Life.